# Max Buchner (médecin)
Max Joseph August Heinrich Markus Buchner, également appelé Maximilian Buchner, né le 25 avril 1846 à Munich et mort le 7 mai 1921 dans la même ville est un médecin, ethnographe, explorateur et conservateur de musée allemand. 

## Biographie
Après avoir obtenu son baccalauréat en 1864 au lycée Guillaume de Munich (de), Buchner a étudié la médecine et est devenu médecin de bord pour la Norddeutsche Lloyd. En 1875, il commença un voyage autour du monde, au cours duquel il fit un long séjour en Nouvelle-Zélande et sur différentes îles des mers du Sud. Fin 1878, il se rendit en Afrique occidentale équatorial e dans l'empire de la Lunda pour le compte de la Société africaine d'Allemagne. Il devait y apporter des cadeaux au nom de l'empereur Guillaume Ier. Buchner a séjourné six mois dans la capitale Mussumba et a attendu en vain l'autorisation de poursuivre son voyage vers le nord. Trois tentatives par ses propres moyens échouèrent, et lors de la dernière tentative, par le Loange, presque tous les porteurs s'enfuirent, de sorte qu'il dut retourner à la côte.
Sur le chemin du retour, Buchner visita encore le Congo fin 1881, où il arriva jusqu'à la station d'Isanglia. À partir de mai 1884, il fut un compagnon de voyage de Gustav Nachtigal, mandaté par le gouvernement impérial pour faire valoir ses prétentions coloniales face aux dirigeants d'Afrique de l'Ouest et aux concurrents européens. Ses destinations étaient les pays côtiers contestés du Kapitaï et du Koba ainsi que les futures colonies allemandes du Togo et du Cameroun. Nachtigal le nomma représentant provisoire de l'Empire allemand au Cameroun, avec siège à Duala. Buchner y séjourna jusqu'en juillet 1885 et entreprit plusieurs excursions dans les régions intérieures proches. En 1884, il participa, avec le soutien de militaires allemands, au pillage de la propriété du chef local pro-anglais Kum'a Mbape ("Lock Priso") à Hickorytown par, entre autres, le roi Duala King Bell (Ndumb'a Lobe) dans le cadre d'un conflit guerrier interne à Duala et s'empara d'un insigne de Lock Priso, un tangué (bec de bateau artistiquement décoré),,,,,. 
Entre 1887 et 1907, Buchner fut directeur et conservateur de la Collection ethnographique royale à Munich. En cette qualité, il entreprit d'août 1888 à avril 1890 un voyage en Australie, en Nouvelle-Guinée allemande et en Asie orientale.

## Tombeau
La tombe de Max Buchner se trouve dans l'ancien cimetière du sud de Munich (Gräberfeld 1 - Reihe 2 - Platz 10/11) ♁Standort. 